# Соловйов Юрій Васильович
Юрій Васильович Соловйов (рос. Юрий Васильевич Соловьёв; 16 січня 1933, Тулун — 14 січня 2017, Санкт-Петербург) — радянський і російський актор театру, кіно та дубляжу, кінорежисер. Заслужений артист РРФСР (1980).

## Життєпис
Народився 16 січня 1933 року. Закінчив Всесоюзний державний інститут кінематографії (1957) та Вищі режисерські курси при «Ленфільмі» (1967). 

## Фільмографія
Знімався у фільмах: «Чужа рідня» (1956), «Всього дорожче» (1957), «Солдати» (1956), «Всього дорожче» (1957), «Дорога йде вдалину» (1959), «Рідна кров» (1963), «Штормове попередження» (1981), «Професія — слідчий» (1982)) та ін., в українських кінокартинах: «Вірність» (1965, поранений солдат), «Маршал революції» (1978, т/ф), «У мене все гаразд» (1978, Федотов), «Навіки — 19» (1989,  Старих, Кузьмич, поранений).